# Condorcaga
Condorcaga (posiblemente del quechua kuntur cóndor, roca qaqa) es una zona arqueológica perteneciente a la cultura chavín, que se ubica en una montaña homónima en el norte del Perú. Está situado en el distrito de Lajas, provincia de Chota, en el departamento de Cajamarca. Condorcaga es también un mirador natural. En la parte superior de la montaña hay formaciones rocosas.